# Самарканд (роман)
«Самарканд» (фр. Samarcande) — историческая проза 1988 года французско-ливанского писателя Амина Маалуфа, рассказывающая о персидском поэте XI века Омаре Хайяме и его сборнике стихов «Рубайят». Роман получил премию Prix Maison de la Presse.

## Сюжет
Первая половина истории разворачивается в Персии и Средней Азии в XI веке и вращается вокруг жизни учёного, философа и поэта Омара Хайяма. В романе рассказывается о создании Омаром Хайямом сборника стихов «Рубайят», истории государства Сельджукидов, взаимодействиях поэта с такими историческими фигурами, как визирь Низам аль-Мульк и Хасан ибн Саббах из секты Ассасинов и его любовной связи с женщиной-поэтом из Самарканда.
Во второй половине истории отображены усилия вымышленного американца по имени Бенджамин О. Лесаж, который хотел получить оригинал «Рубайята» и стал свидетелем конституционной революции в Персии (1905—1911), а затем потерял эту рукопись во время крушения «Титаника».

## Критика
Пакистанский журналист Ахмед Рашид в рецензии на книгу в британском издании The Independent написал: «Маалуф написал необычную книгу, описывающую жизнь и времена, которые никогда раньше не появлялись в художественной литературе и вряд ли появятся снова. Эта книга гораздо больше, чем простой исторический роман, она как замысловатая вышивка восточного ковра, которая вьется вперед и назад через века, связывая поэзию, философию и страсть суфийского прошлого с модернизмом».